# デライノ・デシールズ・ジュニア
デライノ・ディアーブ・デシールズ・ジュニア（Delino Diaab DeShields Jr., 1992年8月16日 - ）は、アメリカ合衆国ジョージア州カレッジパーク出身のプロ野球選手（外野手）。右投右打。現在は、フリーエージェント（FA）。
愛称はポッパ。父はメジャー通算463盗塁のデライノ・デシールズで、妹はWNBA選手のダイヤモンド・デシールズ。

## 経歴

### プロ入り前
高校時代はアメリカンフットボールのランニングバックとしても注目を集める存在だった。

### プロ入りとアストロズ傘下時代

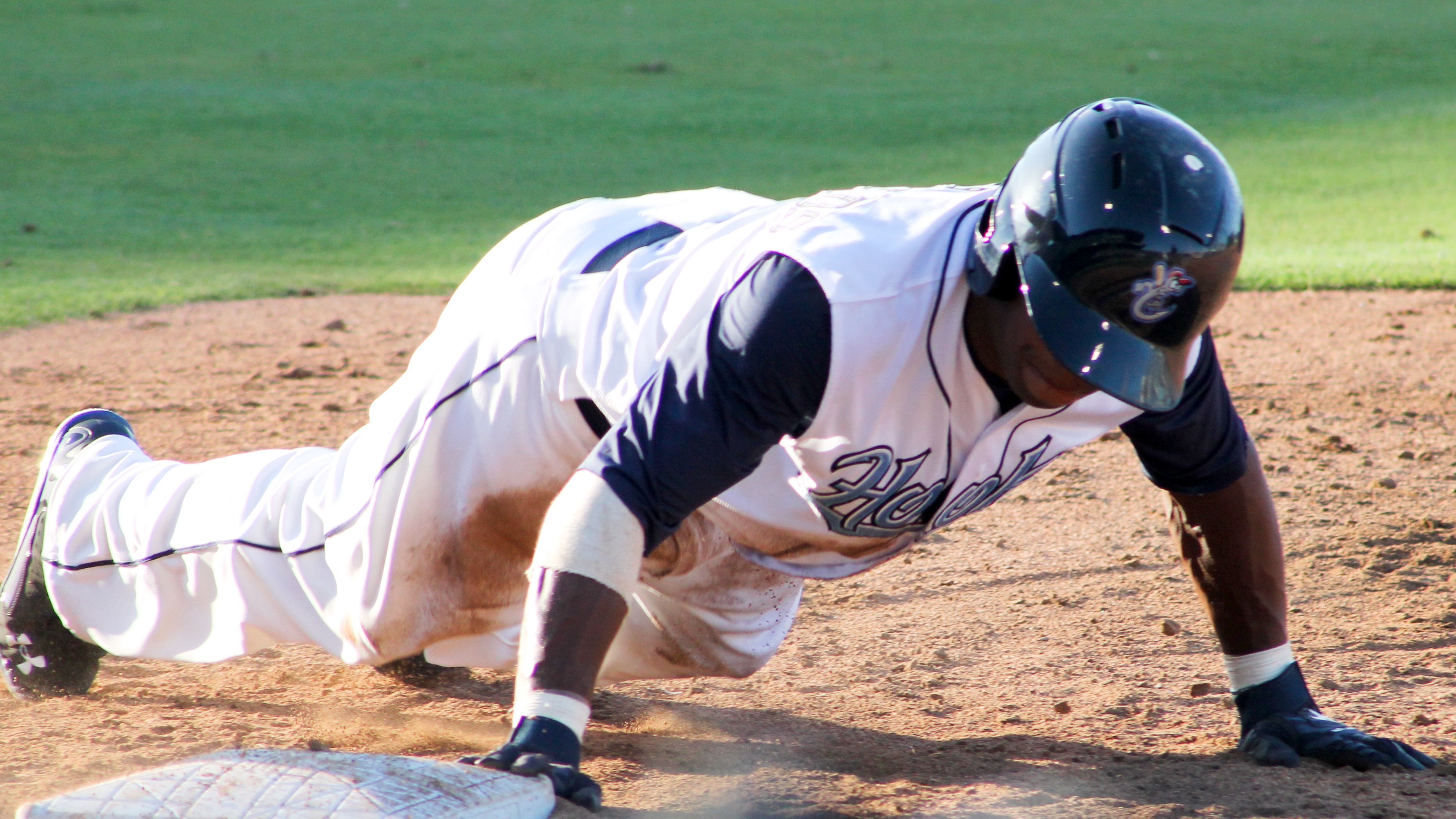
AA級コーパスクリスティ・フックス時代
（2014年7月13日）

2010年のMLBドラフト1巡目（全体8位）でヒューストン・アストロズから指名され、同年8月5日に契約金215万ドルで入団した。
2011年に中堅手から父と同じ二塁手へ転向。この年はA級レキシントン・レジェンズでプレーしたが、打率.220と打撃が振るわなかった。
2012年は打撃が改善されて出塁が増え、A級レキシントンで83盗塁（111試合）、A+級ランカスター・ジェットホークスで18盗塁（24試合）の合計101盗塁（135試合）を記録した。これはビリー・ハミルトンの155盗塁に次いでマイナー2位の数字であった。

### レンジャーズ時代

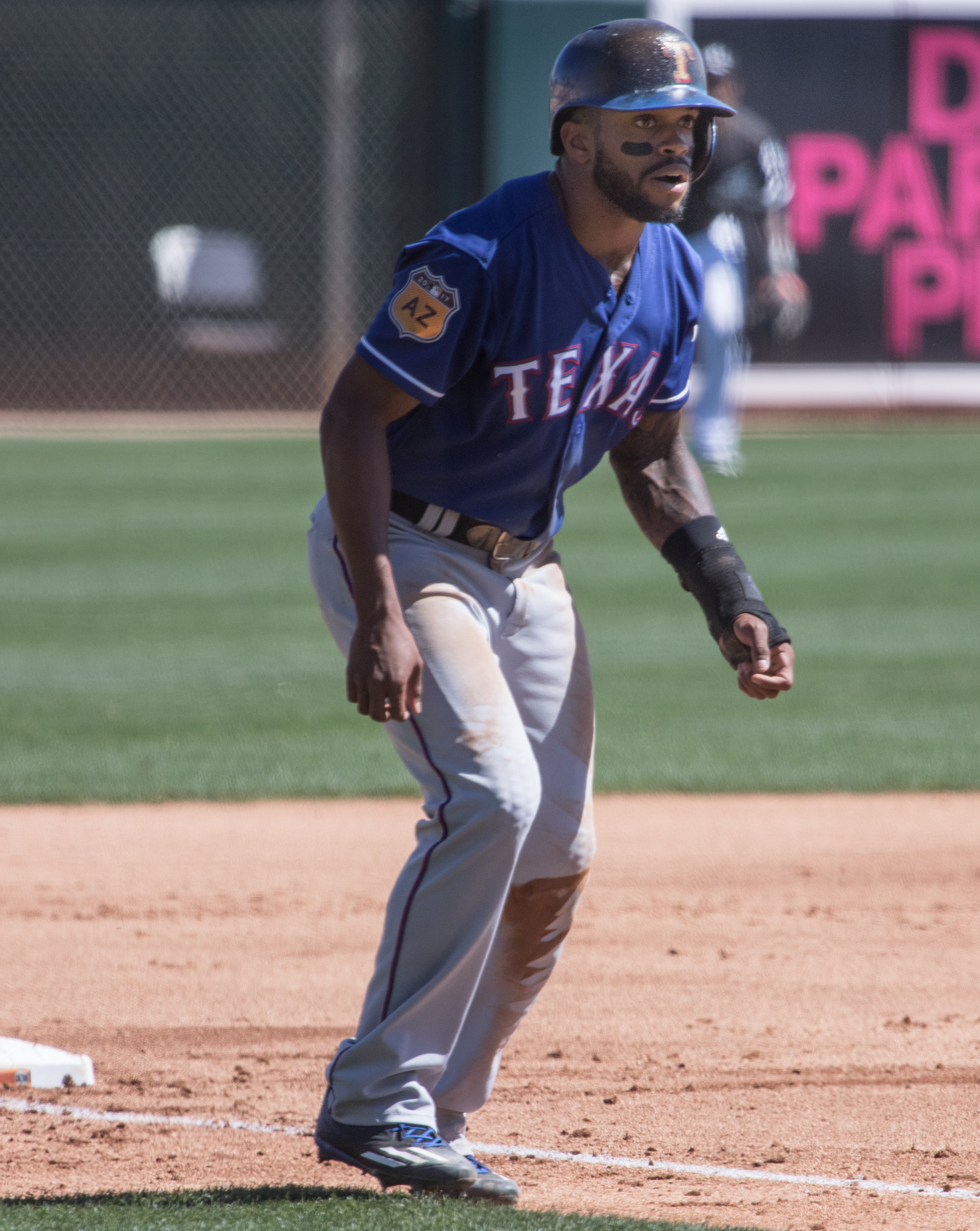
テキサス・レンジャーズ時代
（2017年3月12日）

2014年11月にルール・ファイブ・ドラフトでテキサス・レンジャーズへ移籍した。
2015年4月8日のオークランド・アスレチックス戦でメジャーデビューを果たし、ダン・オテロから内野安打を放ちメジャー初安打を記録した。以後、中堅手のレギュラーポジションを獲得し、レギュラーシーズン終了まで121試合に出場。打撃面では打率.261、2本塁打、37打点、出塁率.344という成績を残したほか、アメリカンリーグ5位タイの25盗塁を決め、父親譲りのスピードを早速発揮した。また、得点圏では打率.304とよく打った。他方で守備面では中堅を87試合、左翼手を35試合で守ったが、それぞれ5失策と1失策、守備率.976と.981、DRS-10と+1という成績に留まり、平均以下の成績であった。全体的な活躍が評価され、ルーキー・オブ・ザ・イヤーの投票ではア・リーグ7位にランクインした。
2016年、レギュラーの座は手中に出来ず、控えとして74試合に出場。打率.209、4本塁打、13打点、8盗塁という成績を残した。

### インディアンス時代
2019年12月15日にコーリー・クルーバーとのトレードで、エマヌエル・クラセと共にクリーブランド・インディアンスへ移籍することが発表された。
2020年オフの12月2日にノンテンダーFAとなった。

### レンジャーズ傘下時代
2021年2月1日に古巣のレンジャーズとマイナー契約を結び、スプリングトレーニングに招待選手として参加することになった。

### レッドソックス傘下時代
2021年8月5日に金銭とのトレードで、ボストン・レッドソックスへ移籍した。移籍後は傘下のAAA級ウースター・レッドソックスへ送られた。

### レッズ時代
2021年8月31日にウェイバー公示を経て父デライノがコーチを務めるシンシナティ・レッズへ移籍し、翌日にメジャー契約を結んでアクティブ・ロースター入りした。オフの10月7日にマイナー契約となり、11日に自由契約となった。

### ブレーブス傘下時代
2022年3月18日にマイアミ・マーリンズとマイナー契約を結んだが、4月3日に自由契約となった。
2022年4月8日にアトランタ・ブレーブスとマイナー契約を結んだ。この年はメジャー昇格の機会がなく、11月10日にFAとなった。

### マリナーズ傘下時代
2023年3月18日にシアトル・マリナーズとマイナー契約を結んだが、AAA級タコマ・レイニアーズで12試合に出場して打率.222、本塁打0、2打点という成績に終わり、5月1日に自由契約となった。

### 独立リーグ時代
2023年5月7日にアメリカン・アソシエーションのクリーバーン・レイルローダーズと契約した。6月28日に自由契約となった。
2024年はアトランティック・リーグのチャールストン・ダーティーバーズでプレーした。
2025年はリーガ・メヒカーナ・デ・ベイスボルのピラータス・デ・カンペチェに所属。

## 詳細情報

### 年度別打撃成績
| 年 度    | 球 団    | 試 合 | 打 席 | 打 数 | 得 点 | 安 打 | 二 塁 打 | 三 塁 打 | 本 塁 打 | 塁 打 | 打 点 | 盗 塁 | 盗 塁 死 | 犠 打 | 犠 飛 | 四 球 | 敬 遠 | 死 球 | 三 振 | 併 殺 打 | 打 率 | 出 塁 率 | 長 打 率 | O P S |
| -------- | -------- | ----- | ----- | ----- | ----- | ----- | -------- | -------- | -------- | ----- | ----- | ----- | -------- | ----- | ----- | ----- | ----- | ----- | ----- | -------- | ----- | -------- | -------- | ----- |
| 2015     | TEX      | 121   | 492   | 425   | 83    | 111   | 22       | 10       | 2        | 159   | 37    | 25    | 8        | 7     | 4     | 53    | 1     | 3     | 101   | 1        | .261  | .344     | .374     | .718  |
| 2016     | TEX      | 74    | 203   | 182   | 36    | 38    | 7        | 0        | 4        | 57    | 13    | 8     | 3        | 3     | 1     | 15    | 0     | 2     | 54    | 1        | .209  | .275     | .324     | .588  |
| 2017     | TEX      | 120   | 440   | 376   | 75    | 101   | 15       | 2        | 6        | 138   | 22    | 29    | 8        | 13    | 4     | 44    | 0     | 3     | 109   | 2        | .269  | .347     | .367     | .714  |
| 2018     | TEX      | 106   | 393   | 334   | 52    | 72    | 14       | 1        | 2        | 94    | 22    | 20    | 4        | 12    | 1     | 43    | 0     | 3     | 83    | 1        | .216  | .310     | .281     | .591  |
| 2019     | TEX      | 118   | 408   | 357   | 42    | 89    | 15       | 4        | 4        | 124   | 32    | 24    | 6        | 8     | 2     | 38    | 0     | 3     | 100   | 8        | .249  | .325     | .347     | .672  |
| 2020     | CLE      | 37    | 120   | 107   | 10    | 27    | 3        | 2        | 0        | 34    | 7     | 3     | 2        | 4     | 0     | 9     | 0     | 0     | 29    | 0        | .252  | .310     | .318     | .628  |
| 2021     | CIN      | 25    | 58    | 47    | 4     | 12    | 5        | 0        | 1        | 20    | 6     | 2     | 1        | 2     | 0     | 9     | 0     | 0     | 11    | 0        | .255  | .375     | .426     | .801  |
| MLB：7年 | MLB：7年 | 601   | 2114  | 1828  | 302   | 450   | 81       | 19       | 19       | 626   | 139   | 111   | 32       | 49    | 12    | 211   | 1     | 14    | 487   | 13       | .246  | .327     | .342     | .669  |

- 2021年度シーズン終了時
- 各年度の太字はリーグ最高

### 年度別守備成績
内野守備
| 年 度 | 球 団 | 二塁（2B） | 二塁（2B） | 二塁（2B） | 二塁（2B） | 二塁（2B） | 二塁（2B） |
| 年 度 | 球 団 | 試 合      | 刺 殺      | 補 殺      | 失 策      | 併 殺      | 守 備 率   |
| ----- | ----- | ---------- | ---------- | ---------- | ---------- | ---------- | ---------- |
| 2015  | TEX   | 1          | 0          | 3          | 0          | 0          | 1.000      |
| MLB   | MLB   | 1          | 0          | 3          | 0          | 0          | 1.000      |

外野守備
| 年 度 | 球 団 | 左翼（LF） | 左翼（LF） | 左翼（LF） | 左翼（LF） | 左翼（LF） | 左翼（LF） | 中堅（CF） | 中堅（CF） | 中堅（CF） | 中堅（CF） | 中堅（CF） | 中堅（CF） |
| 年 度 | 球 団 | 試 合      | 刺 殺      | 補 殺      | 失 策      | 併 殺      | 守 備 率   | 試 合      | 刺 殺      | 補 殺      | 失 策      | 併 殺      | 守 備 率   |
| ----- | ----- | ---------- | ---------- | ---------- | ---------- | ---------- | ---------- | ---------- | ---------- | ---------- | ---------- | ---------- | ---------- |
| 2015  | TEX   | 35         | 50         | 3          | 1          | 2          | .981       | 87         | 202        | 3          | 5          | 0          | .976       |
| 2016  | TEX   | 26         | 21         | 0          | 1          | 0          | .955       | 33         | 81         | 1          | 2          | 0          | .976       |
| 2017  | TEX   | 60         | 99         | 6          | 1          | 2          | .991       | 51         | 109        | 3          | 1          | 1          | .991       |
| 2018  | TEX   | -          | -          | -          | -          | -          | -          | 102        | 275        | 6          | 7          | 2          | .976       |
| 2019  | TEX   | -          | -          | -          | -          | -          | -          | 112        | 261        | 2          | 5          | 1          | .981       |
| 2020  | CLE   | -          | -          | -          | -          | -          | -          | 35         | 86         | 2          | 0          | 0          | 1.000      |
| 2021  | CIN   | 3          | 6          | 0          | 0          | 0          | 1.000      | 18         | 29         | 0          | 1          | 0          | .967       |
| MLB   | MLB   | 124        | 176        | 9          | 3          | 4          | .984       | 438        | 1043       | 17         | 21         | 4          | .981       |

- 2021年度シーズン終了時
- 各年度の太字はリーグ最高

### 表彰
- ルーキー・オブ・ザ・マンス 1回：（2015年5月）

### 背番号
- 7（2015年）
- 3（2016年 - 2019年）
- 0（2020年）
- 26（2021年）